# Photedes
Photedes är ett släkte av fjärilar som beskrevs av Julius Lederer 1857. Photedes ingår i familjen nattflyn, Noctuidae.

## Dottertaxa tillPhotedes, i alfabetisk ordning[1][2]
- Photedes albivena Christoph, 1887
- Photedes amseli Boursin, 1961
- Photedes captiuncula Treitschke, 1825, Dvärgängsfly
- Photedes carterae Schweitzer, 1984
- Photedes didonea Smith, 1894
- Photedes dulcis Oberthür, 1918
- Photedes extrema Hübner [1809], Ljusribbat stråfly
  - Photedes extrema calamoxantha Varga, 1984
- Photedes fluxa Hübner, 1809, Rörstråfly
  - Photedes fluxa rufata Kardakoff, 1928
- Photedes homora Bethune-Baker, 1911
- Photedes improba Staudinger, 1898
- Photedes includens Walker [1858]
- Photedes inops Grote, 1881
- Photedes minima Haworth, 1809, Tuvängsfly
- Photedes morrisii Dale, 1837, Vitt stråfly
  - Photedes morrisii sohnretheli Püngeler, 1907
- Photedes panatela Smith, 1904
- Photedes urbahni Boursin, 1956

## Bildgalleri

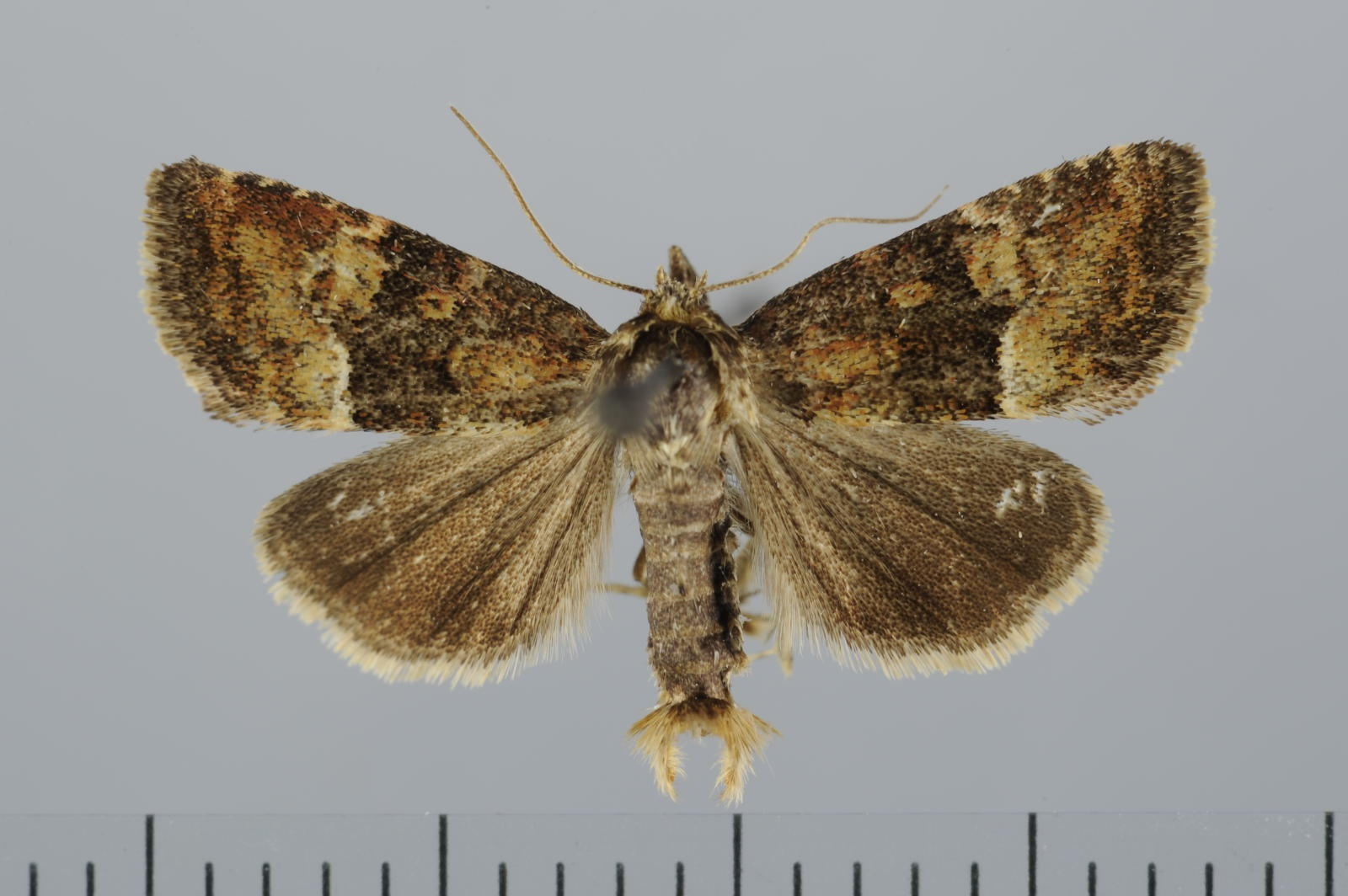
Dvärgängsfly, Photedes captiuncula
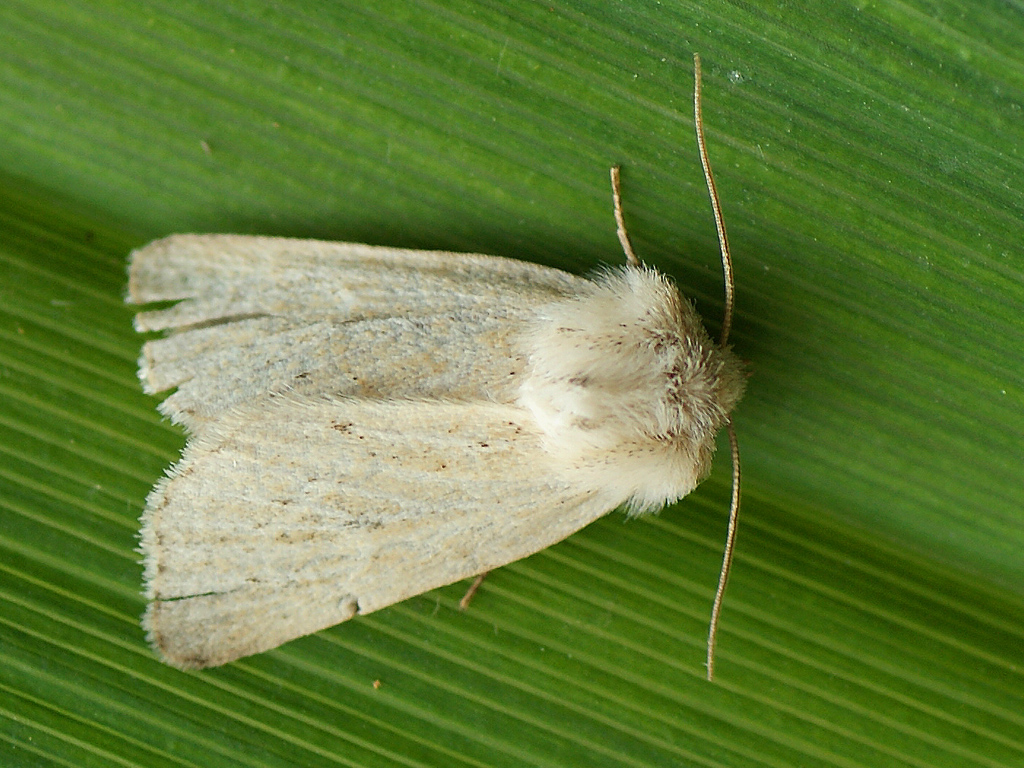
Tuvängsfly, Photedes minima
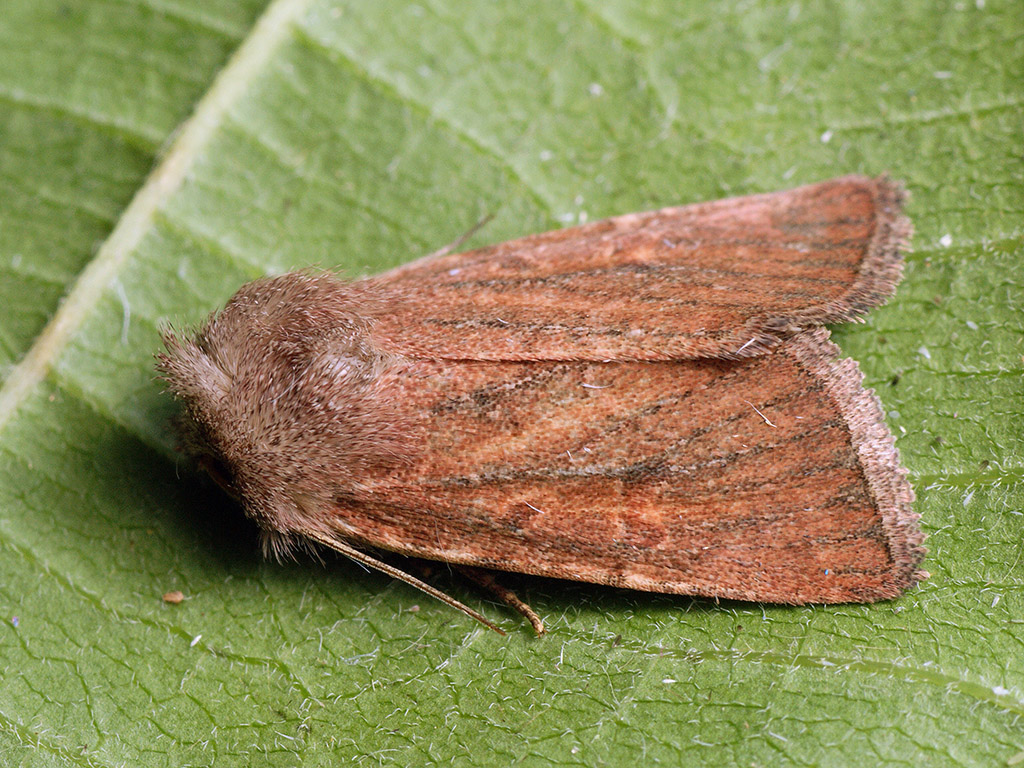
Rörstråfly, Photedes fluxa
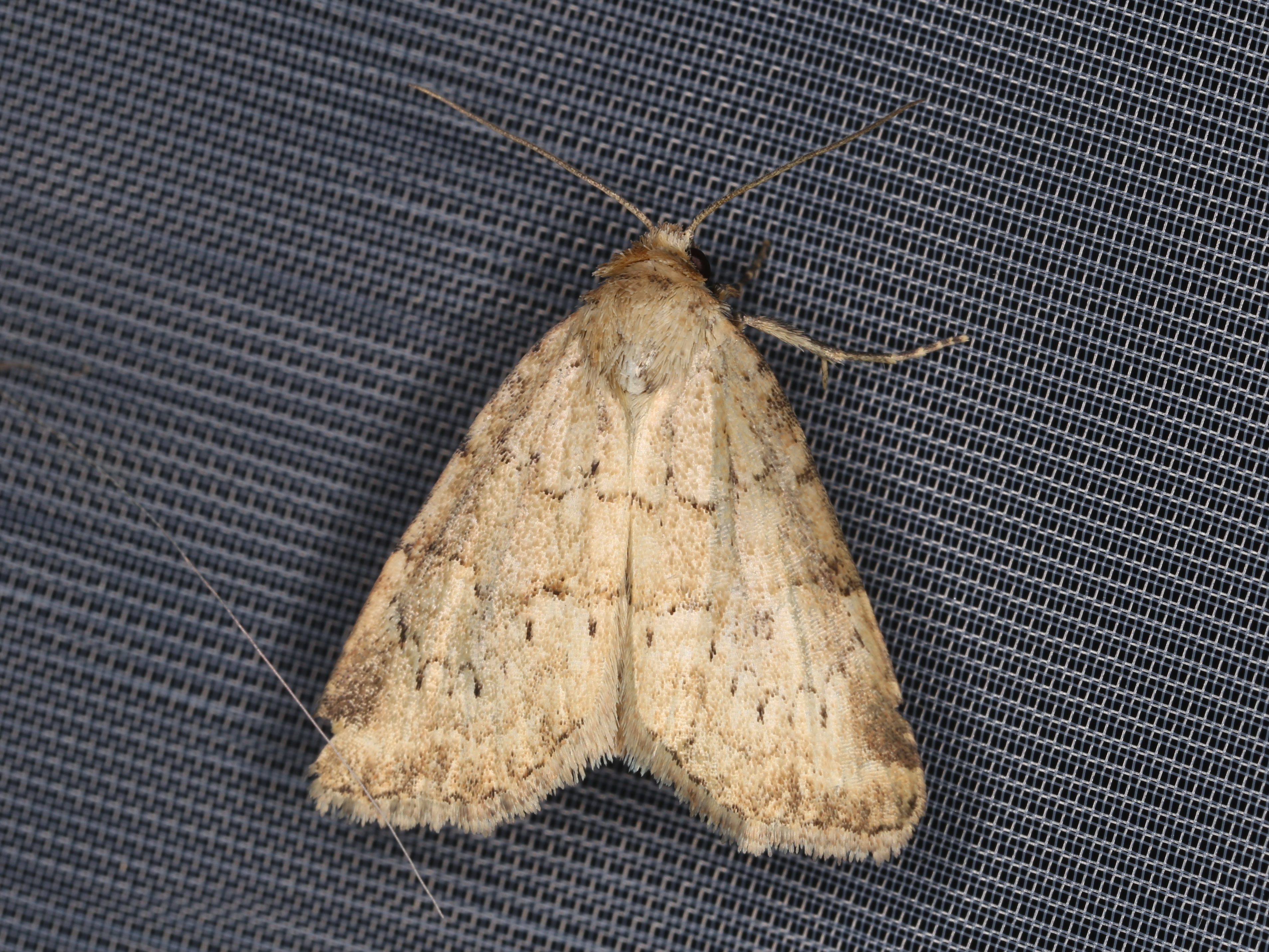
Tuvängsfly, Photedes minima
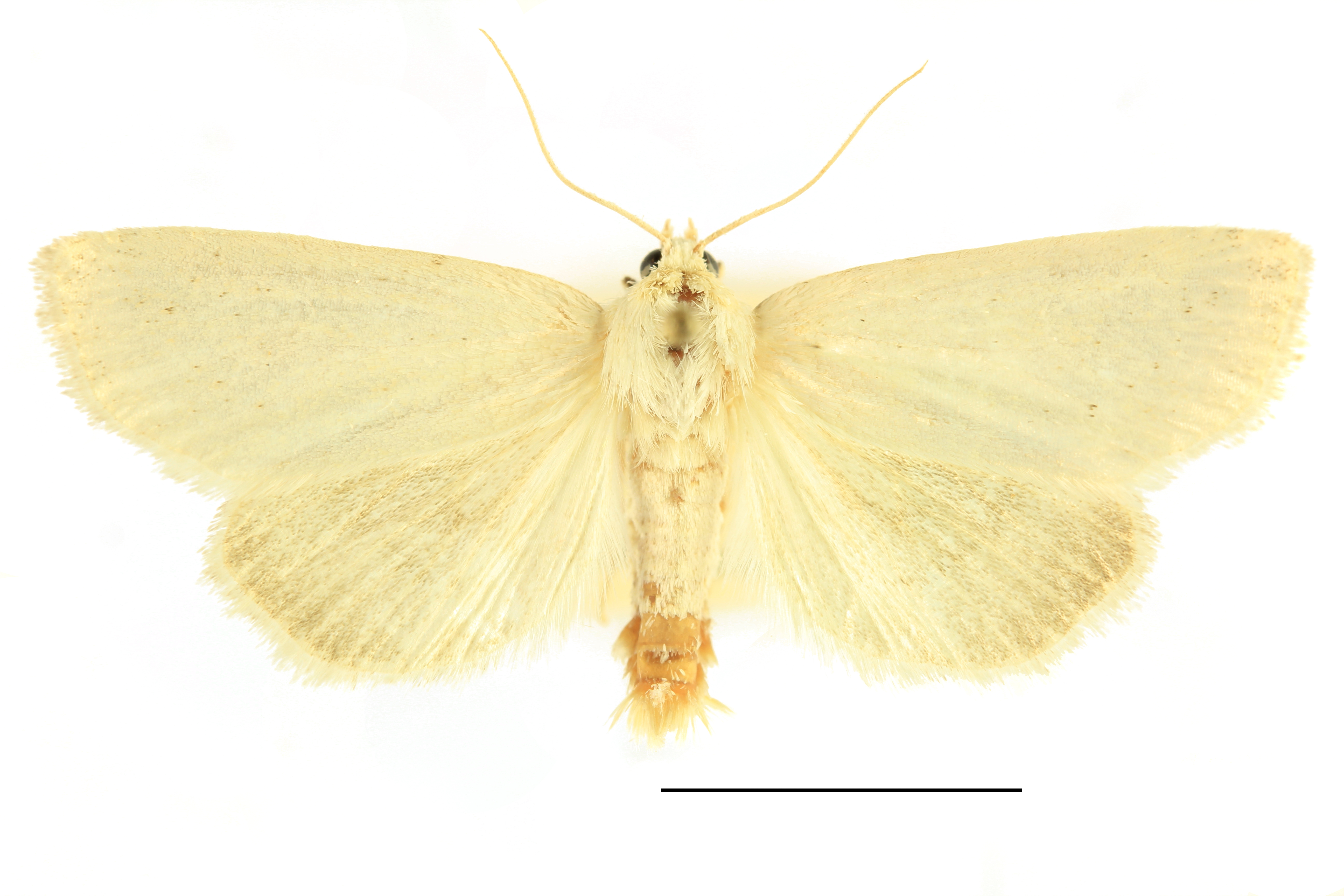
Vitt stråfly, Photedes morrisii